# Luik-Bastenaken-Luik 1991
In 1991 werd de 77e editie verreden van de wielerwedstrijd Luik-Bastenaken-Luik op zondag 21 april 1991. 
De Italiaan Moreno Argentin zegevierde voor de vierde maal in Luik door de sprint te winnen van zeven anderen.
De wedstrijd was onderdeel van de wereldbeker.

## Uitslag
| Plaats  | Naam                | Ploeg                 | tijd     |
| ------- | ------------------- | --------------------- | -------- |
| Winnaar | Moreno Argentin     | Ariostea              | 7u15'00" |
| 2       | Claude Criquielion  | Lotto-Super Club      | z.t.     |
| 3       | Rolf Sørensen       | Ariostea              | z.t.     |
| 4       | Miguel Indurain     | Banesto               | z.t.     |
| 5       | Eric Van Lancker    | Panasonic             | z.t.     |
| 6       | Raúl Alcalá         | PDM-Ultima-Concorde   | z.t.     |
| 7       | Marino Lejarreta    | ONCE                  | z.t.     |
| 8       | Stephen Roche       | Tonton Tapis-GB       | z.t.     |
| 9       | Edwig van Hooydonck | Buckler-Colnago-Decca | + 2'30"  |
| 10      | Dirk De Wolf        | Tonton Tapis-GB       | + 2'36"  |
|         |                     |                       |          |
| 13      | Nico Verhoeven      | PDM-Ultima-Concorde   | z.t.     |

1892 · 1893 · 1894 · 1895 - 1907 · 1908 · 1909 · 1910 · 1911 · 1912 · 1913 · 1914 · 1915 · 1916 · 1917 · 1918 · 1919 · 1920 · 1921 · 1922 · 1923 · 1924 · 1925 · 1926 · 1927 · 1928 · 1929 · 1930 · 1931 · 1932 · 1933 · 1934 · 1935 · 1936 · 1937 · 1938 · 1939 · 1940 · 1941 · 1942 · 1943 · 1944 · 1945 · 1946 · 1947 · 1948 · 1949 · 1950 · 1951 · 1952 · 1953 · 1954 · 1955 · 1956 · 1957 · 1958 · 1959 · 1960 · 1961 · 1962 · 1963 · 1964 · 1965 · 1966 · 1967 · 1968 · 1969 · 1970 · 1971 · 1972 · 1973 · 1974 · 1975 · 1976 · 1977 · 1978 · 1979 · 1980 · 1981 · 1982 · 1983 · 1984 · 1985 · 1986 · 1987 · 1988 · 1989 · 1990 · 1991 · 1992 · 1993 · 1994 · 1995 · 1996 · 1997 · 1998 · 1999 · 2000 · 2001 · 2002 · 2003 · 2004 · 2005 · 2006 · 2007 · 2008 · 2009 · 2010 · 2011 · 2012 · 2013 · 2014 · 2015 · 2016 · 2017 · 2018 · 2019 · 2020 · 2021 · 2022 · 2023 · 2024 · 2025